# 990er
Portal Geschichte | Portal Biografien | Aktuelle Ereignisse | Jahreskalender | Tagesartikel

◄ |
9. Jh. |
10. Jahrhundert
| 11. Jh. | ►

◄ |
960er |
970er |
980er |
990er
| 1000er | 1010er | 1020er | ►

990 |
991 |
992 |
993 |
994 |
995 |
996 |
997 |
998 |
999

## Ereignisse
- 993: Die erste Heiligsprechung der Kirchengeschichte (Ulrich von Augsburg) wird durch Papst Johannes XV. verkündet.
- 996: Unter der Regierung Königs Otto III. wird im Heiligen Römischen Reich Christi Geburt zum Jahr 1 einer neuen Zeitrechnung „nach Christi Geburt“ (lat. anno Domini „im Jahre des Herrn“). Diese aus christlicher Sicht einleuchtende Idee ging auf den im 6. Jahrhundert lebenden Abt Dionysius Exiguus zurück.